# Genoa 1893 1990-1991
Questa voce raccoglie le informazioni riguardanti il Genoa 1893 nelle competizioni ufficiali della stagione 1990-1991.

## Stagione
Nella stagione 1990-1991 sulla panchina del grifone Osvaldo Bagnoli ha preso il testimone di Franco Scoglio passato ad allenare il Bologna: prima di arrivare in rossoblù Bagnoli vantava due promozioni nella massima serie alla guida di Cesena e Verona e lo Scudetto del 1985 vinto sulla panchina del Verona stesso.
Con il nuovo centravanti cecoslovacco Tomáš Skuhravý che ha segnato 15 reti in campionato, il Genoa si è rivelato un outsider del campionato 1990-91 che ha chiuso in quarta posizione con 40 punti: il miglior piazzamento dal secondo dopoguerra, che ha permesso alla squadra ligure di ottenere la qualificazione alla Coppa UEFA. Con la sua quarta piazza il Grifone ha contribuito all'ascesa stagionale di Genova nel calcio nazionale, visto che in città arrivò anche lo Scudetto, vinto per la prima volta in questa stagione dai concittadini della Sampdoria.
In fatto di marcature ha fatto molto bene tra i rossoblù anche l'uruguaiano Pato Aguilera il quale, dopo gli 8 centri della stagione precedente, quest'anno ha raddoppiato il suo bottino sottorete con un gol in Coppa Italia e 15 in campionato. Nella Coppa Italia il Genoa entra in scena nel secondo turno eliminando il Giarre, poi agli ottavi di finale lascia il passaggio del turno alla Roma futura vincitrice dell'edizione.

## Organigramma societario
Area direttiva
- Presidente: Aldo Spinelli
- Direttore sportivo: Spartaco Landini
- Segretario generale: rag. Davide Scapini
- Segretario ammin.vo: rag. Fulvio Benti

Area tecnica
- Allenatore: Osvaldo Bagnoli
- Secondo allenatore: Sergio Maddè
- Medico sociale: prof. Pierluigi Gatto
- Massaggiatore: Gerolamo Craviotto

## Rosa

Carlos Aguilera, migliore marcatore stagionale della squadra (16), festeggia la tripletta al Bologna del 10 marzo 1991 con indosso la seconda divisa fasciata.

| N. |                    | Ruolo | Calciatore           |
| -- | ------------------ | ----- | -------------------- |
|    | Italia (bandiera)  | P     | Simone Braglia       |
|    | Italia (bandiera)  | P     | Manuel Ghizzardi     |
|    | Italia (bandiera)  | P     | Ottorino Piotti      |
|    | Brasile (bandiera) | D     | Branco               |
|    | Italia (bandiera)  | D     | Nicola Caricola      |
|    | Italia (bandiera)  | D     | Fulvio Collovati     |
|    | Italia (bandiera)  | D     | Massimiliano Corrado |
|    | Italia (bandiera)  | D     | Armando Ferroni      |
|    | Italia (bandiera)  | D     | Gianluca Signorini   |
|    | Italia (bandiera)  | D     | Vincenzo Torrente    |
|    | Italia (bandiera)  | D     | Cristian Trapella    |
|    | Italia (bandiera)  | C     | Mario Bortolazzi     |

| N. |                           | Ruolo | Calciatore         |
| -- | ------------------------- | ----- | ------------------ |
|    | Italia (bandiera)         | C     | Stefano Eranio     |
|    | Italia (bandiera)         | C     | Valeriano Fiorin   |
|    | Italia (bandiera)         | C     | Roberto Onorati    |
|    | Italia (bandiera)         | C     | Franco Rotella     |
|    | Italia (bandiera)         | C     | Gennaro Ruotolo    |
|    | Italia (bandiera)         | C     | Cristiano Scazzola |
|    | Italia (bandiera)         | C     | Elio Signorelli    |
|    | Italia (bandiera)         | C     | Fabio Visca        |
|    | Uruguay (bandiera)        | A     | Carlos Aguilera    |
|    | Italia (bandiera)         | A     | Marco Pacione      |
|    | Cecoslovacchia (bandiera) | A     | Tomáš Skuhravý     |

## Calciomercato
| Acquisti | Acquisti         | Acquisti     | Acquisti     |
| R.       | Nome             | da           | Modalità     |
| -------- | ---------------- | ------------ | ------------ |
| A        | Marco Pacione    | Torino       | definitivo   |
| A        | Tomáš Skuhravý   | Slavia Praga | definitivo   |
| D        | Branco           | Porto        | definitivo   |
| C        | Mario Bortolazzi | Atalanta     | comproprietà |
| C        | Roberto Onorati  | Avellino     | definitivo   |

| Cessioni | Cessioni        | Cessioni  | Cessioni   |
| R.       | Nome            | a         | Modalità   |
| -------- | --------------- | --------- | ---------- |
| C        | Franco Rotella  | Triestina | prestito   |
| C        | Fabio Visca     | Prato     | prestito   |
| A        | Davide Fontolan | Inter     | definitivo |
| P        | Attilio Gregori | Verona    | prestito   |
| A        | Alberto Urban   | Triestina | definitivo |

## Risultati

### Serie A

#### Girone di andata
| Arbitro: | Pezzella (Frattamaggiore) |

|                 |           |  |
| M. Agostini 72’ | Marcatori |  |

| Arbitro: | Beschin (Legnago) |

|                                      |           |  |
| Onorati 11’ Aguilera 43’, 48’ (rig.) | Marcatori |  |

| Pisa 23 settembre 1990 3ª giornata | Pisa             | 0 – 0 referto | Genoa | Stadio Arena Garibaldi\| Arbitro: \| Lanese (Messina) \| |
| Arbitro:                           | Lanese (Messina) |               |       |                                                          |

| Genova 30 settembre 1990 4ª giornata | Genoa             | 0 – 0 referto | Lecce | Stadio Luigi Ferraris\| Arbitro: \| Frigerio (Milano) \| |
| Arbitro:                             | Frigerio (Milano) |               |       |                                                          |

| Arbitro: | Lo Bello (Siracusa) |

|              |           |                |
| Aguilera 56’ | Marcatori | 53’ Incocciati |

| Arbitro: | Magni (Bergamo) |

|                                               |           |  |
| Maiellaro 53’, 89’ João Paulo 74’ (rig.), 82’ | Marcatori |  |

| Genova 28 ottobre 1990 7ª giornata | Genoa           | 0 – 0 referto | Bologna | Stadio Luigi Ferraris\| Arbitro: \| Nicchi (Arezzo) \| |
| Arbitro:                           | Nicchi (Arezzo) |               |         |                                                        |

| Arbitro: | Cornieti (Forlì) |

|                         |           |                          |
| Nappi 6’ M. Orlando 85’ | Marcatori | 44’ Pacione 90’ Skuhravy |

| Genova 18 novembre 1990 9ª giornata | Genoa              | 0 – 0 referto | Torino | Stadio Luigi Ferraris\| Arbitro: \| Sguizzato (Verona) \| |
| Arbitro:                            | Sguizzato (Verona) |               |        |                                                           |

| Arbitro: | Longhi (Roma) |

|                   |           |                       |
| Vialli 49’ (rig.) | Marcatori | 27’ Eranio 74’ Branco |

| Arbitro: | Cardona (Milano) |

|                                |           |              |
| Aguilera 20’ (rig.) Branco 38’ | Marcatori | 46’ A. Melli |

| Arbitro: | Mughetti (Cesena) |

|                   |           |             |
| Riedle 44’ (rig.) | Marcatori | 50’ Ruotolo |

| Arbitro: | Fabricatore (Roma) |

|                                                          |           |            |
| Branco 8’ Ruotolo 42’ Skuhravy 55’ Del Bianco 86’ (aut.) | Marcatori | 31’ Ciocci |

| Arbitro: | Frigerio (Milano) |

|                   |           |  |
| Braglia 9’ (aut.) | Marcatori |  |

| Arbitro: | Nicchi (Arezzo) |

|                                   |           |            |
| Matthaus 16’ (rig.) Klinsmann 53’ | Marcatori | 72’ Eranio |

| Arbitro: | Guidi (Bologna) |

|                          |           |  |
| Onorati 22’ Skuhravy 32’ | Marcatori |  |

| Arbitro: | Ceccarini (Livorno) |

|  |           |              |
|  | Marcatori | 37’ Skuhravy |

#### Girone di ritorno
| Arbitro: | Pezzella (Frattamaggiore) |

|                     |           |             |
| Aguilera 73’ (rig.) | Marcatori | 57’ Massaro |

| Arbitro: | Luci (Firenze) |

|                                         |           |              |
| G. Giannini 40’ Di Mauro 45’ Völler 80’ | Marcatori | 58’ Aguilera |

| Arbitro: | Boemo (Cervignano del Friuli) |

|                                                |           |                          |
| Skuhravy 41’ Branco 55’ Eranio 73’ Ruotolo 81’ | Marcatori | 23’ Simeone 47’ Padovano |

| Arbitro: | Trentalange (Torino) |

|  |           |                              |
|  | Marcatori | 37’ Eranio 45’, 68’ Skuhravy |

| Arbitro: | Pairetto (Torino) |

|          |           |  |
| Zola 56’ | Marcatori |  |

| Arbitro: | Ceccarini (Livorno) |

|                                             |           |                      |
| Aguilera 29’ (rig.) Skuhravy 62’ Branco 76’ | Marcatori | 38’ (rig.) Maiellaro |

| Arbitro: | Merlino (Torre del Greco) |

|  |           |                               |
|  | Marcatori | 36’, 48’, 76’ (rig.) Aguilera |

| Arbitro: | Pairetto (Torino) |

|                                |           |                     |
| Skuhravy 27’, 73’ Aguilera 61’ | Marcatori | 17’ Fuser 90’ Dunga |

| Arbitro: | F. Baldas (Trieste) |

|                                                                  |           |                          |
| Skoro 7’, 28’ Bresciani 17’ D. Baggio 60’ N. Caricola 79’ (aut.) | Marcatori | 39’ (rig.), 52’ Aguilera |

| Genova 30 marzo 1991 27ª giornata | Genoa            | 0 – 0 referto | Sampdoria | Stadio Luigi Ferraris\| Arbitro: \| Lanese (Messina) \| |
| Arbitro:                          | Lanese (Messina) |               |           |                                                         |

| Arbitro: | Trentalange (Torino) |

|                        |           |                |
| A. Melli 33’ Sorce 64’ | Marcatori | 35’ A. Ferroni |

| Arbitro: | Boemo (Cervignano del Friuli) |

|                                  |           |             |
| Skuhravy 40’, 83’ Bortolazzi 69’ | Marcatori | 79’ Madonna |

| Arbitro: | Pezzella (Frattamaggiore) |

|           |           |              |
| Silas 33’ | Marcatori | 40’ Aguilera |

| Arbitro: | Amendolia (Messina) |

|                           |           |                               |
| Torrente 32’ Skuhravy 61’ | Marcatori | 7’ Cornacchia 37’ Francescoli |

| Arbitro: | Pairetto (Torino) |

|                                              |           |  |
| Ruotolo 38’ Skuhravy 76’ Aguilera 89’ (rig,) | Marcatori |  |

| Bergamo 19 maggio 1991 33ª giornata | Atalanta      | 0 – 0 referto | Genoa | Stadio Comunale\| Arbitro: \| Longhi (Roma) \| |
| Arbitro:                            | Longhi (Roma) |               |       |                                                |

| Arbitro: | Luci (Firenze) |

|                         |           |  |
| Branco 20’ Skuhravy 46’ | Marcatori |  |

### Coppa Italia

#### Turni preliminari
| Agrigento 5 settembre 1990 Secondo turno - Andata | Giarre              | 0 – 0 | Genoa | Stadio Esseneto\| Arbitro: \| Scaramuzza (Mestre) \| |
| Arbitro:                                          | Scaramuzza (Mestre) |       |       |                                                      |

| Arbitro: | Monni (Sassari) |

|                                  |           |  |
| Aguilera 13’ A. Ferroni 31’, 70’ | Marcatori |  |

#### Fase finale
| Arbitro: | Ceccarini (Livorno) |

|                            |           |  |
| Gerolin 41’ Rizzitelli 66’ | Marcatori |  |

| Arbitro: | F. Baldas (Trieste) |

|             |           |            |
| Pacione 81’ | Marcatori | 75’ Völler |

## Statistiche

### Statistiche di squadra
| Competizione | Punti | In casa | In casa | In casa | In casa | In casa | In casa | In trasferta | In trasferta | In trasferta | In trasferta | In trasferta | In trasferta | Totale | Totale | Totale | Totale | Totale | Totale | DR  |
| Competizione | Punti | G       | V       | N       | P       | Gf      | Gs      | G            | V            | N            | P            | Gf           | Gs           | G      | V      | N      | P      | Gf     | Gs     | DR  |
| ------------ | ----- | ------- | ------- | ------- | ------- | ------- | ------- | ------------ | ------------ | ------------ | ------------ | ------------ | ------------ | ------ | ------ | ------ | ------ | ------ | ------ | --- |
| Serie A      | 40    | 17      | 10      | 7       | 0       | 33      | 12      | 17           | 4            | 5            | 8            | 18           | 24           | 34     | 14     | 12     | 8      | 51     | 36     | +15 |
| Coppa Italia |       | 2       | 1       | 1       | 0       | 4       | 1       | 2            | 0            | 1            | 1            | 0            | 2            | 4      | 1      | 2      | 1      | 4      | 3      | +1  |
| Totale       |       | 19      | 11      | 8       | 0       | 37      | 13      | 19           | 4            | 6            | 9            | 18           | 26           | 38     | 15     | 14     | 9      | 55     | 39     | +16 |

### Statistiche dei giocatori
| Giocatore          | Serie A  | Serie A | Serie A     | Serie A    | Coppa Italia | Coppa Italia | Coppa Italia | Coppa Italia | Totale   | Totale | Totale      | Totale     |
| Giocatore          | Presenze | Reti    | Ammonizioni | Espulsioni | Presenze     | Reti         | Ammonizioni  | Espulsioni   | Presenze | Reti   | Ammonizioni | Espulsioni |
| ------------------ | -------- | ------- | ----------- | ---------- | ------------ | ------------ | ------------ | ------------ | -------- | ------ | ----------- | ---------- |
| C. Aguilera        | 31       | 15      | ?           | ?          | 3            | 1            | ?            | ?            | 34       | 16     | ?           | ?          |
| M. Bortolazzi      | 31       | 1       | ?           | ?          | 3            | 0            | ?            | ?            | 34       | 1      | ?           | ?          |
| S. Braglia         | 31       | -29     | ?           | ?          | 1            | 0            | ?            | ?            | 32       | -29    | ?           | ?          |
| Branco             | 24       | 6       | ?           | ?          | 2            | 0            | ?            | ?            | 26       | 6      | ?           | ?          |
| N. Caricola (II)   | 32       | 0       | ?           | ?          | 4            | 0            | ?            | ?            | 36       | 0      | ?           | ?          |
| F. Collovati       | 17       | 0       | ?           | ?          | 3            | 0            | ?            | ?            | 20       | 0      | ?           | ?          |
| S. Eranio          | 32       | 4       | ?           | ?          | 4            | 0            | ?            | ?            | 36       | 4      | ?           | ?          |
| A. Ferroni         | 18       | 1       | ?           | ?          | 4            | 2            | ?            | ?            | 22       | 3      | ?           | ?          |
| V. Fiorin          | 21       | 0       | ?           | ?          | 4            | 0            | ?            | ?            | 25       | 0      | ?           | ?          |
| R. Onorati         | 33       | 2       | ?           | ?          | 3            | 0            | ?            | ?            | 36       | 2      | ?           | ?          |
| M. Pacione         | 18       | 1       | ?           | ?          | 3            | 1            | ?            | ?            | 21       | 2      | ?           | ?          |
| O. Piotti          | 3        | -7      | ?           | ?          | 3            | -3           | ?            | ?            | 6        | -10    | ?           | ?          |
| F. Rotella         | 1        | 0       | ?           | ?          | 1            | 0            | ?            | ?            | 2        | 0      | ?           | ?          |
| G. Ruotolo         | 30       | 4       | ?           | ?          | 4            | 0            | ?            | ?            | 34       | 4      | ?           | ?          |
| C. Scazzola        | -        | -       | -           | -          | 1            | 0            | ?            | ?            | 1        | 0      | 0+          | 0+         |
| E. Signorelli (II) | 2        | 0       | ?           | ?          | 2            | 0            | ?            | ?            | 4        | 0      | ?           | ?          |
| G. Signorini       | 29       | 0       | ?           | ?          | 3            | 0            | ?            | ?            | 32       | 0      | ?           | ?          |
| T. Skuhravy        | 33       | 15      | ?           | ?          | 2            | 0            | ?            | ?            | 35       | 15     | ?           | ?          |
| V. Torrente        | 33       | 1       | ?           | ?          | 2            | 0            | ?            | ?            | 35       | 1      | ?           | ?          |